# 灣北村
23°18′31″N 120°30′17″E / 23.30861°N 120.50472°E
灣北村位於臺灣嘉義縣六腳鄉最東端，東邊為太保市，西邊與北邊以朴子溪上游和蒜頭、雙涵兩村及新港鄉為界線。面積1.944466平方公里。行政區包含15鄰共有1363人，男性717人，女性646人，為苦楝花道景點所在及花生為加工產業之特色。

## 地理
此地為六腳鄉最東邊，西邊及北邊則以牛稠溪（朴子溪上游）與蒜頭村、雙涵村、新港鄉為界線，南面灣南村，東邊為太保市。

## 聚落歷史
位在舊灣內的最北部因而得名。

## 教育
灣內國小於1921年創立，日據時期，村民大多務農，因家境困苦，只有少數學生能就學。台灣光復後，就讀的本校學生逐漸增加，自1948年的六個班級到1964年的十八個班級。但因社會發展的關係，年輕人離開家鄉打拼事業，導致農村人口流失，學校目前剩七個班級。

## 文化資源
鳳山宮：建於1835年，恭奉武德英侯章府元帥，別稱為相公，為陳姓祖佛，本來祀奉於民宅，傳說是先民自福建泉州南安縣來臺開墾時所攜帶的保護神。

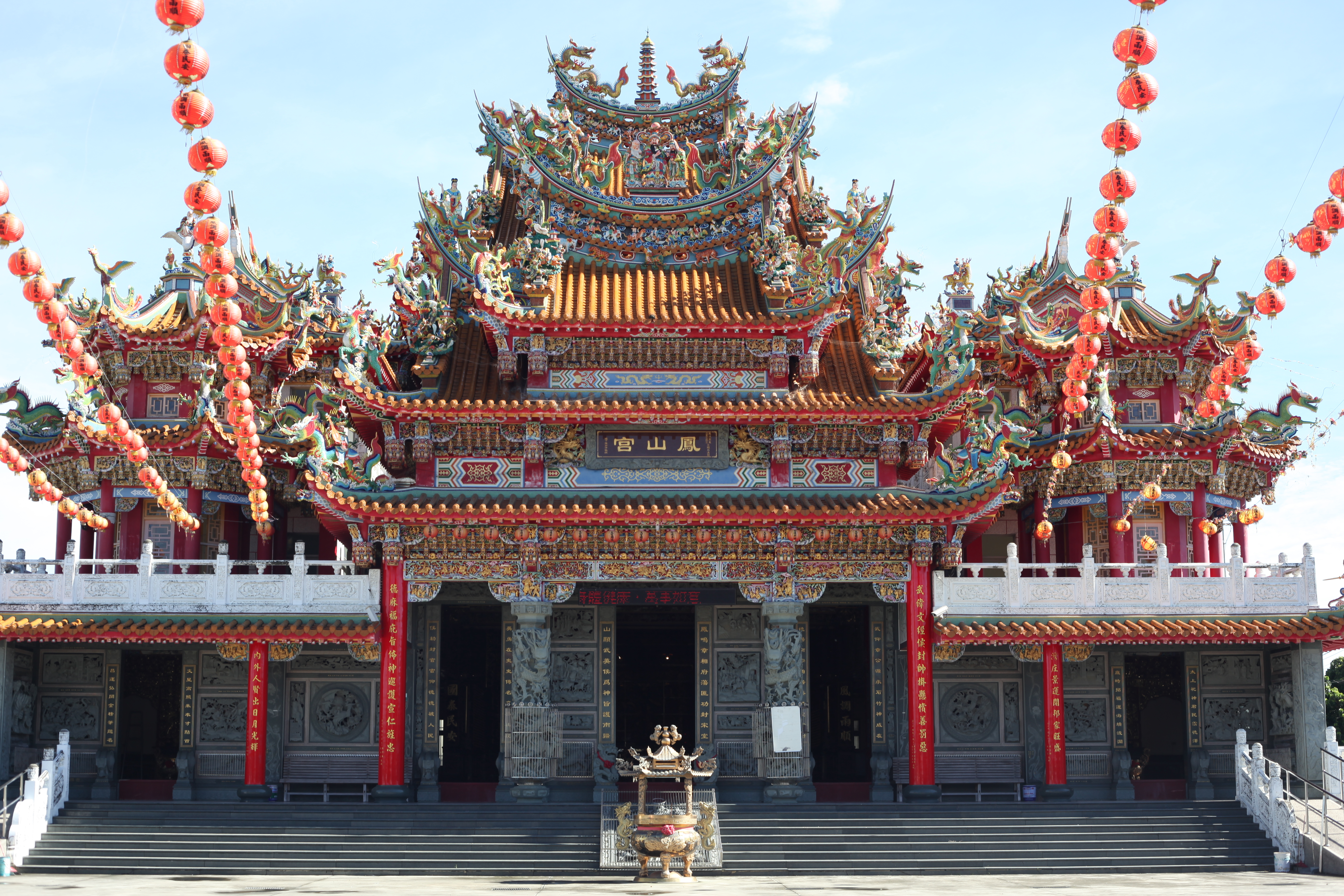
鳳山宮正面
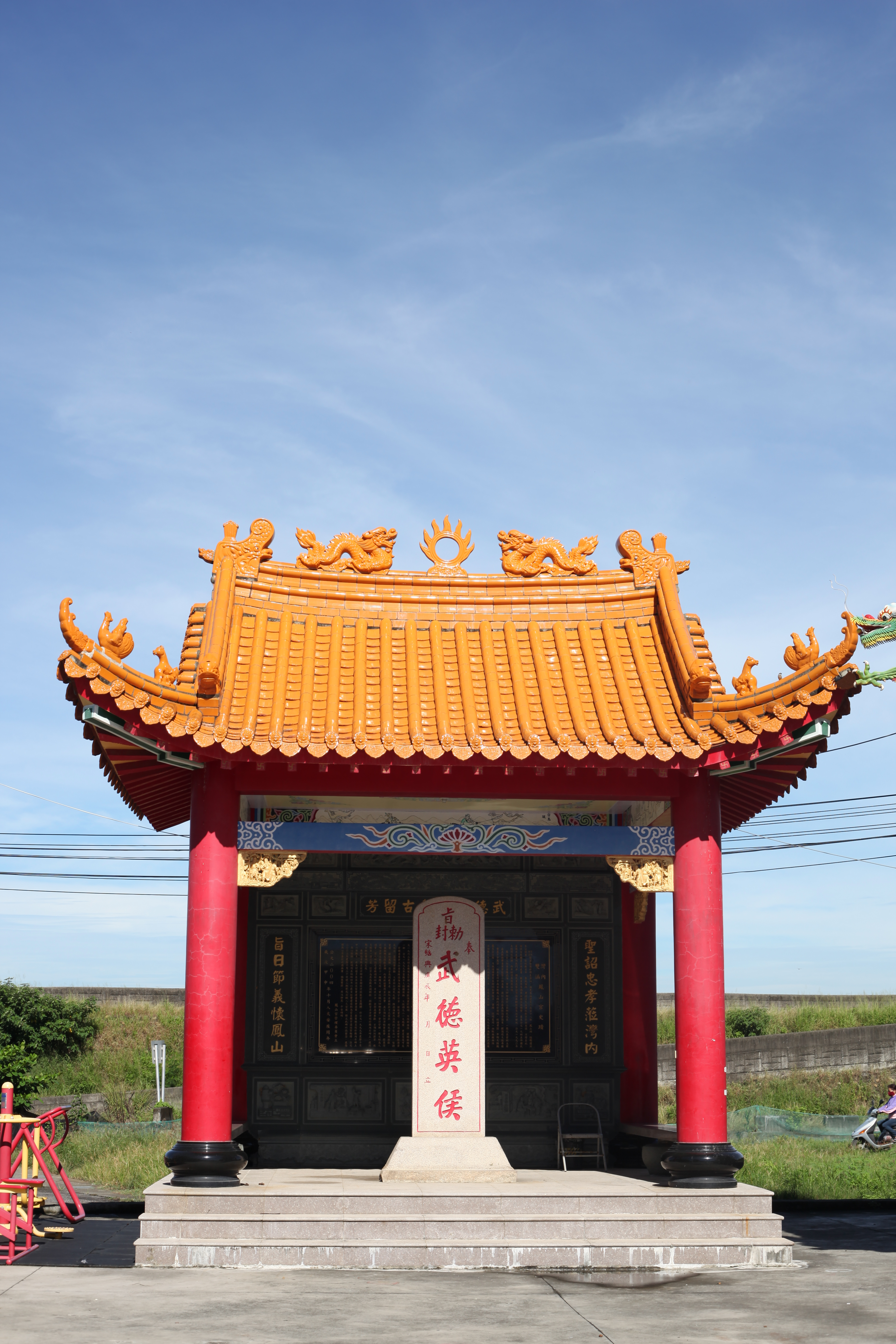
鳳山宮武德英侯碑亭
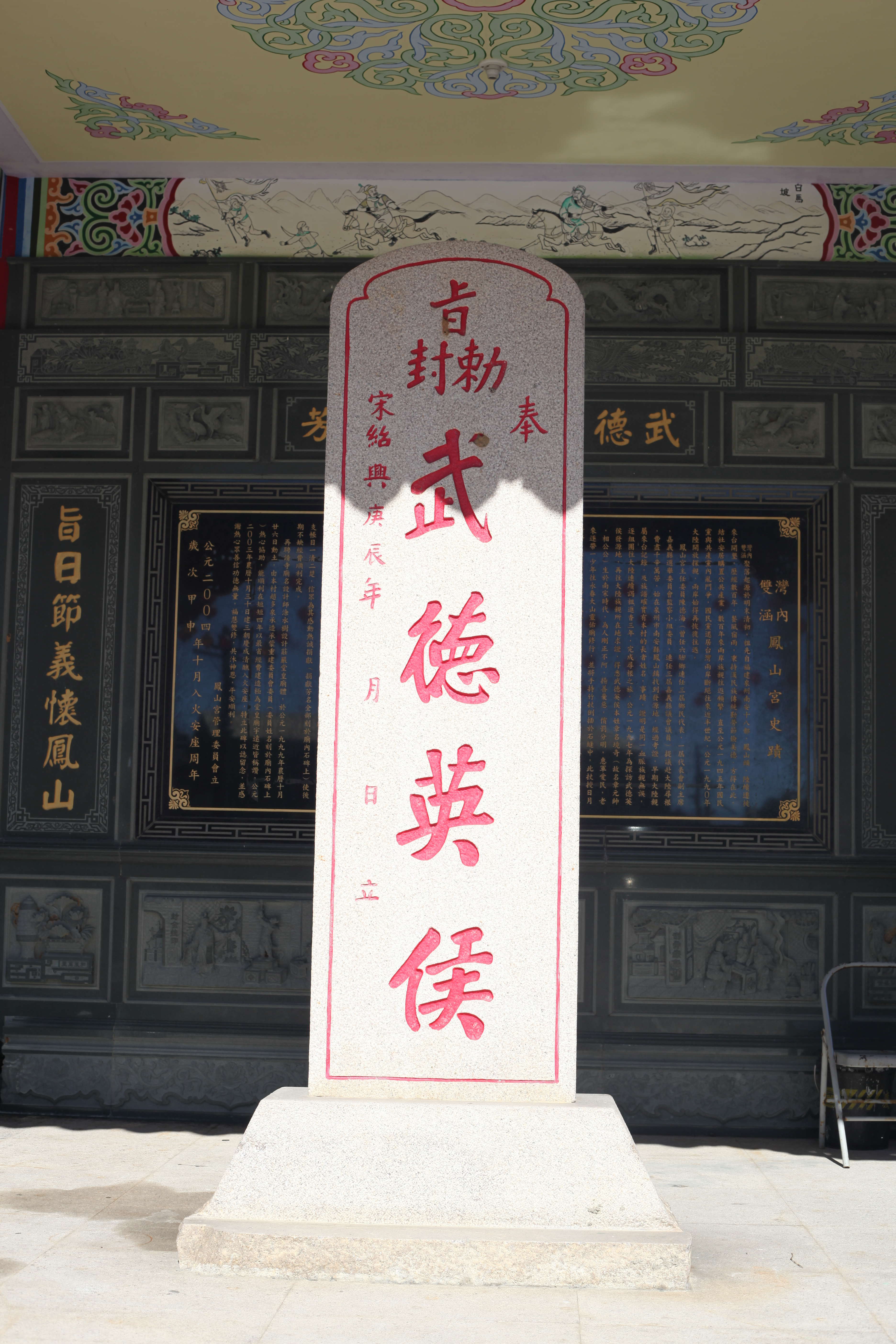
鳳山宮武德英侯碑
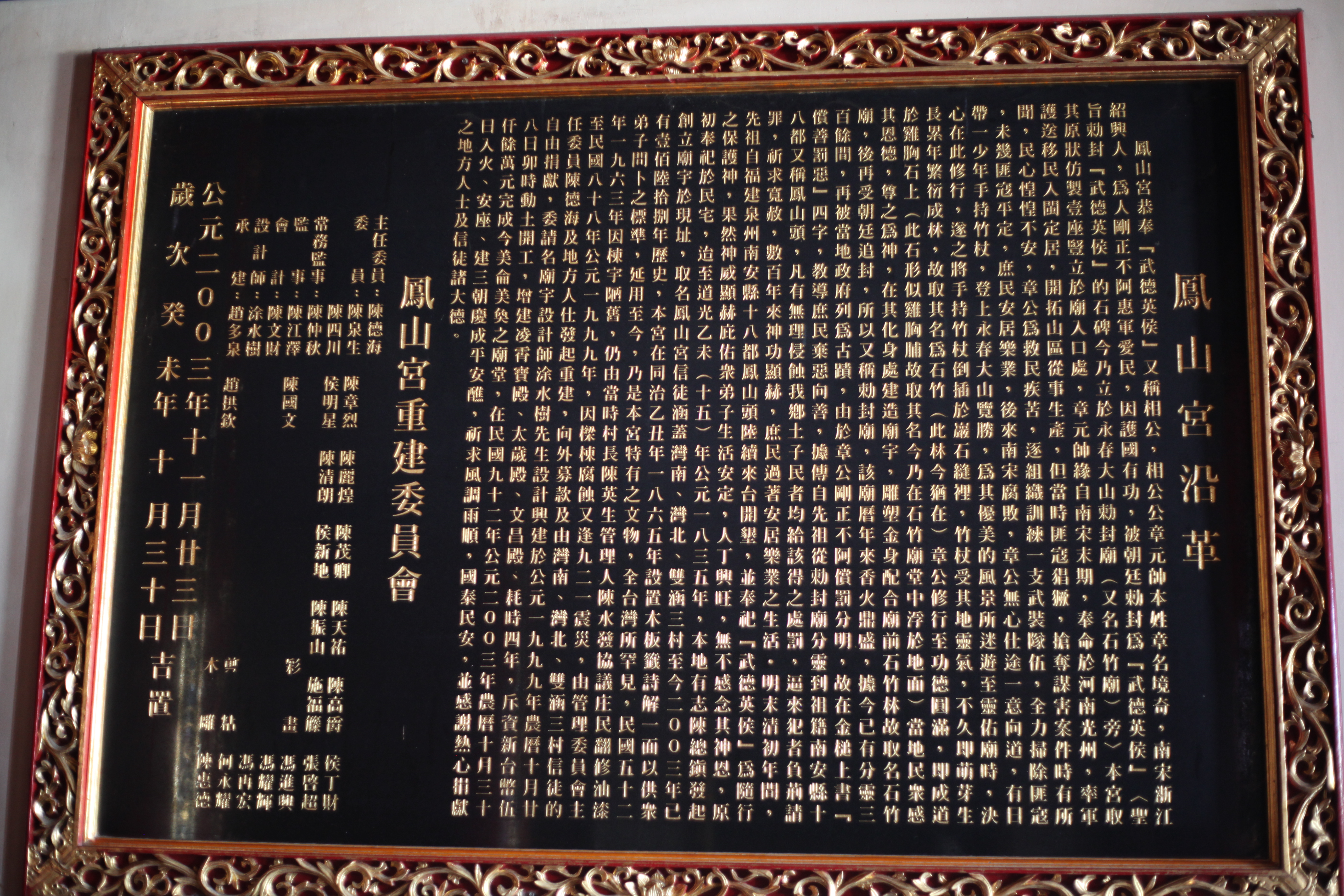
鳳山宮沿革碑
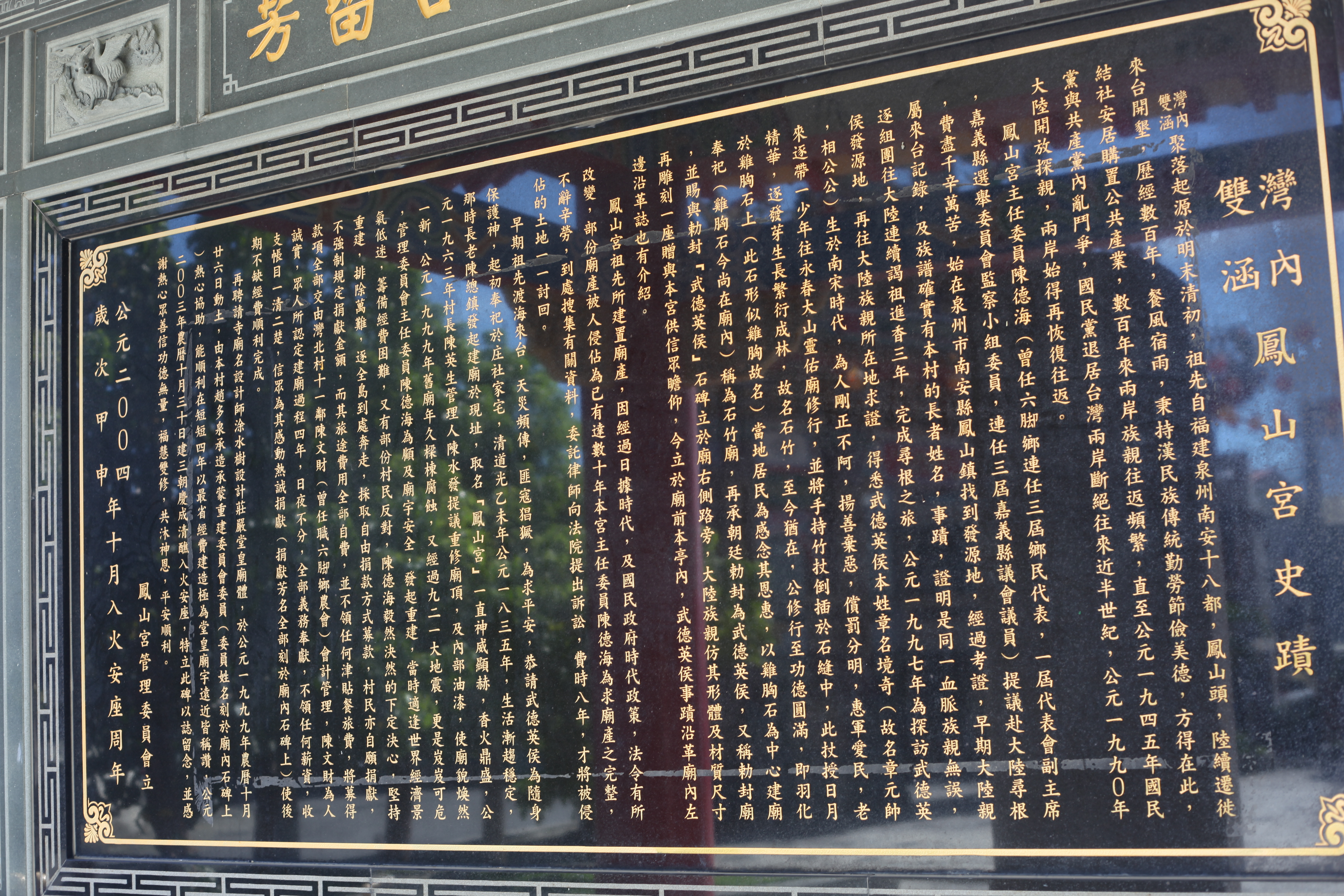
鳳山宮史蹟碑

## 景點
朴子溪苦楝花道：於嘉義新港鄉綠色家園非常流行，嘉義縣政府準備很多的苦苓樹讓當地的村民種植，但民眾不想把這些樹植於家中，遂把這苦苓樹種植在朴子溪堤坊防汛道路，才有今天這個觀光景點。

## 特殊產業
民國七十五年花生加工產業在灣內開始發展，經過業者研發之後，現今花生已經變成六腳鄉有名的特產。